# G-Shock

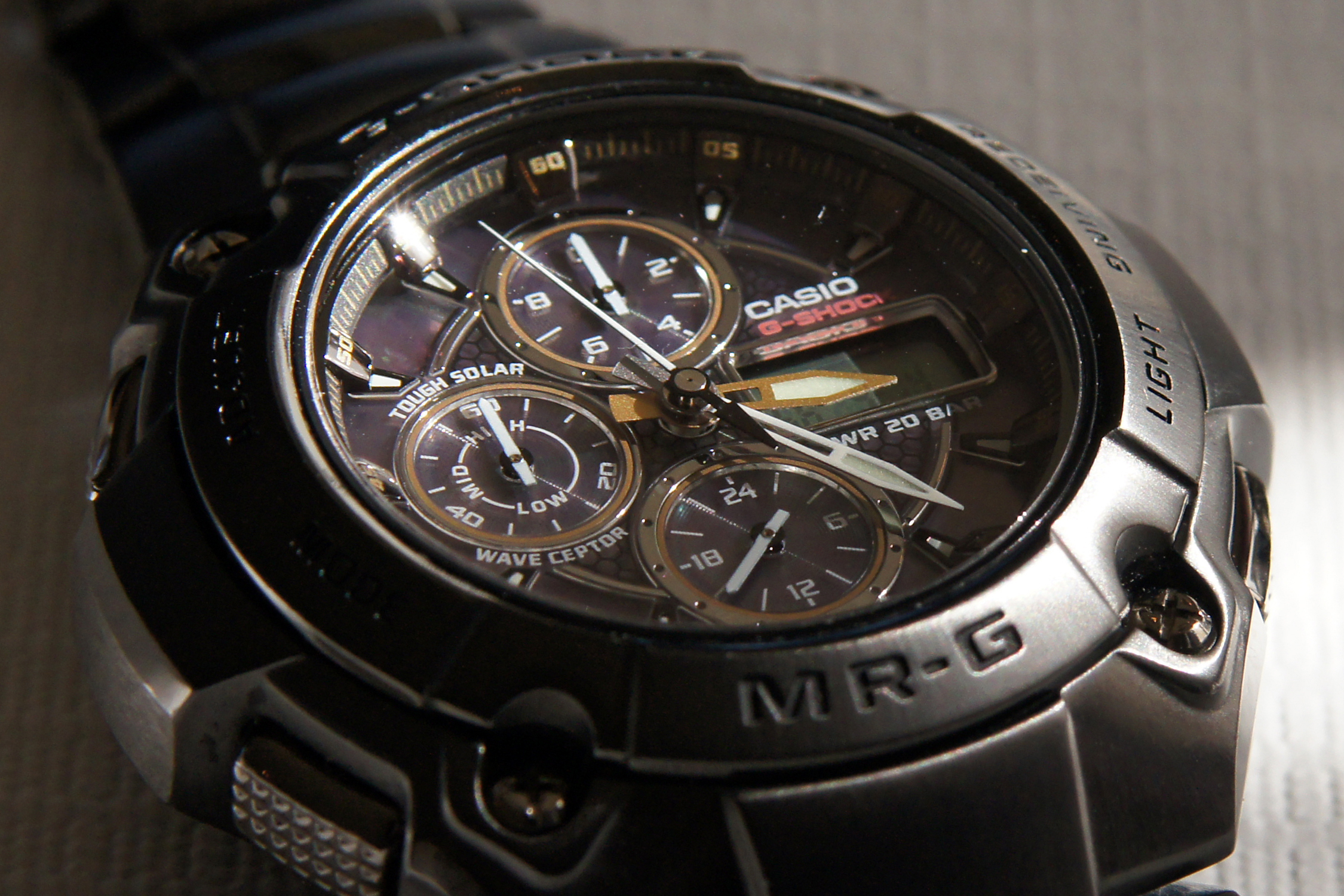
Casio G-SHOCK MR-G The G MRG-7100BJ-1AJF

G-Shock – nazwa kolekcji zegarków marki Casio. Linia powstała w 1983 roku w wyniku prac nad wstrząsoodpornym zegarkiem który wytrzyma upadek na twardą powierzchnię z wysokości co najmniej 10 metrów. Pomysłodawcą projektu, który nazwano Project Team Tough był Kikuo Ibe – inżynier pracujący w firmie Casio.
Pierwszym modelem zegarka G-Shock był DW-5000C, który został wykorzystany w sławnej reklamie telewizyjnej gdzie hokeiści grali nim zamiast krążkiem hokejowym. Zegarek ten pojawił się też na nadgarstku Keanu Reevsa w filmie Speed: Niebezpieczna prędkość. Z początku nieprzychylnie przyjęty przez Japończyków zegarek stał się hitem na rynku USA. Po kilku latach produkcji popularność zyskał również w swoim rodzimym kraju.
Kolekcja G-Shock dzieli się na kilka grup. Najbardziej popularną i pożądaną jest tzw. Masters of G, czyli linia zegarków o charakterystycznych właściwościach zależnych od przeznaczenia. Kolejne odsłony są wznawiane do produkcji co kilka lat. 
Wyróżnić tu można:
- Frogman (zwiększona wodoszczelność)
- Mudman (odporność na błoto)
- Rangeman (wszechstronność)
- Gulfman (odporność na rdzę)
- Raysman (zasilany światłem)
- Riseman (termometr i barometr z wysokościomierzem)
- Fisherman (wykres przypływów i odpływów)
- Antman (pierwszy model G-Shock sterowany falami radiowymi)
- Wademan (kompas elektroniczny)
- Gaussman (antymagnetyczny)
- Lungman (czujnik pulsu)
- Revman (podwójny chronograf)
- Mudmaster (wytrzymałość na najwyższym poziomie)